# Ta Prohm

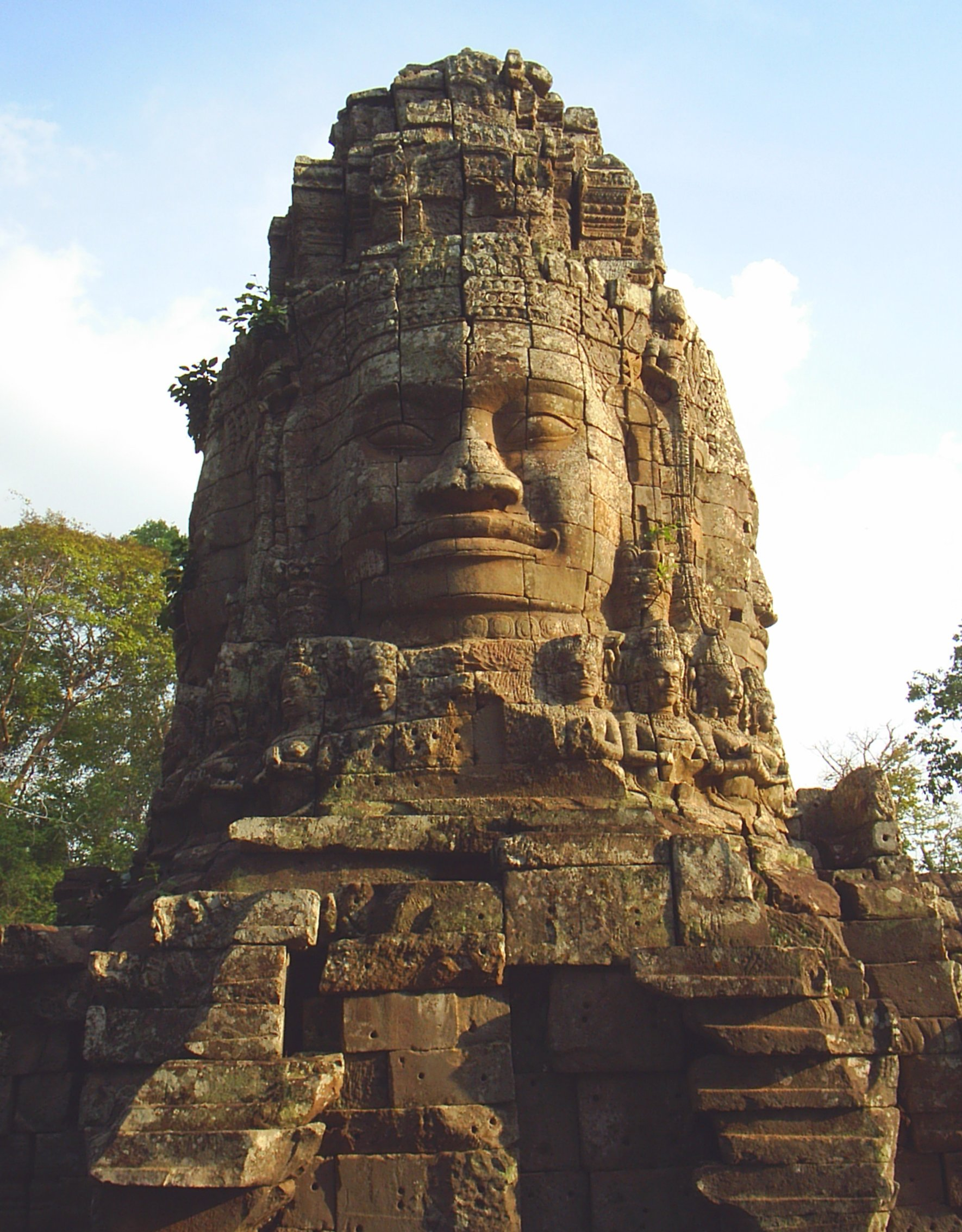
A legbelső fal nyugati átjárójának arcos tornya.

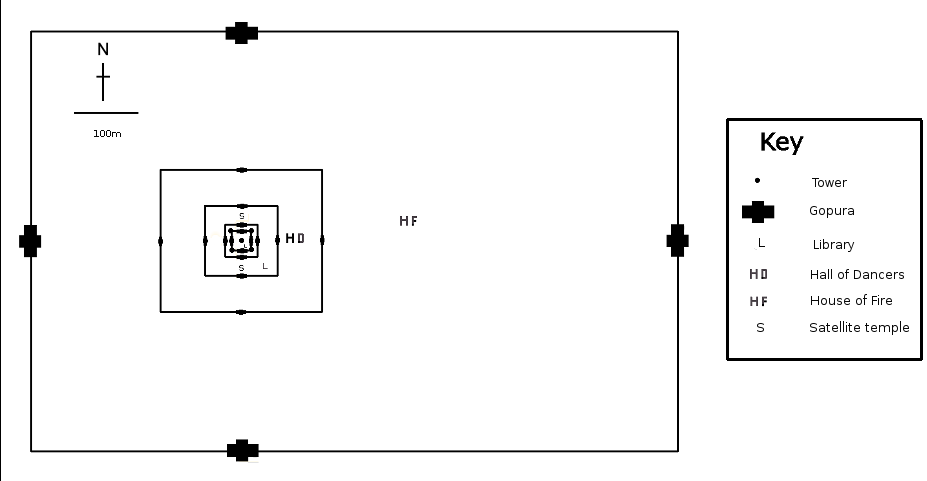
A templom alaprajza

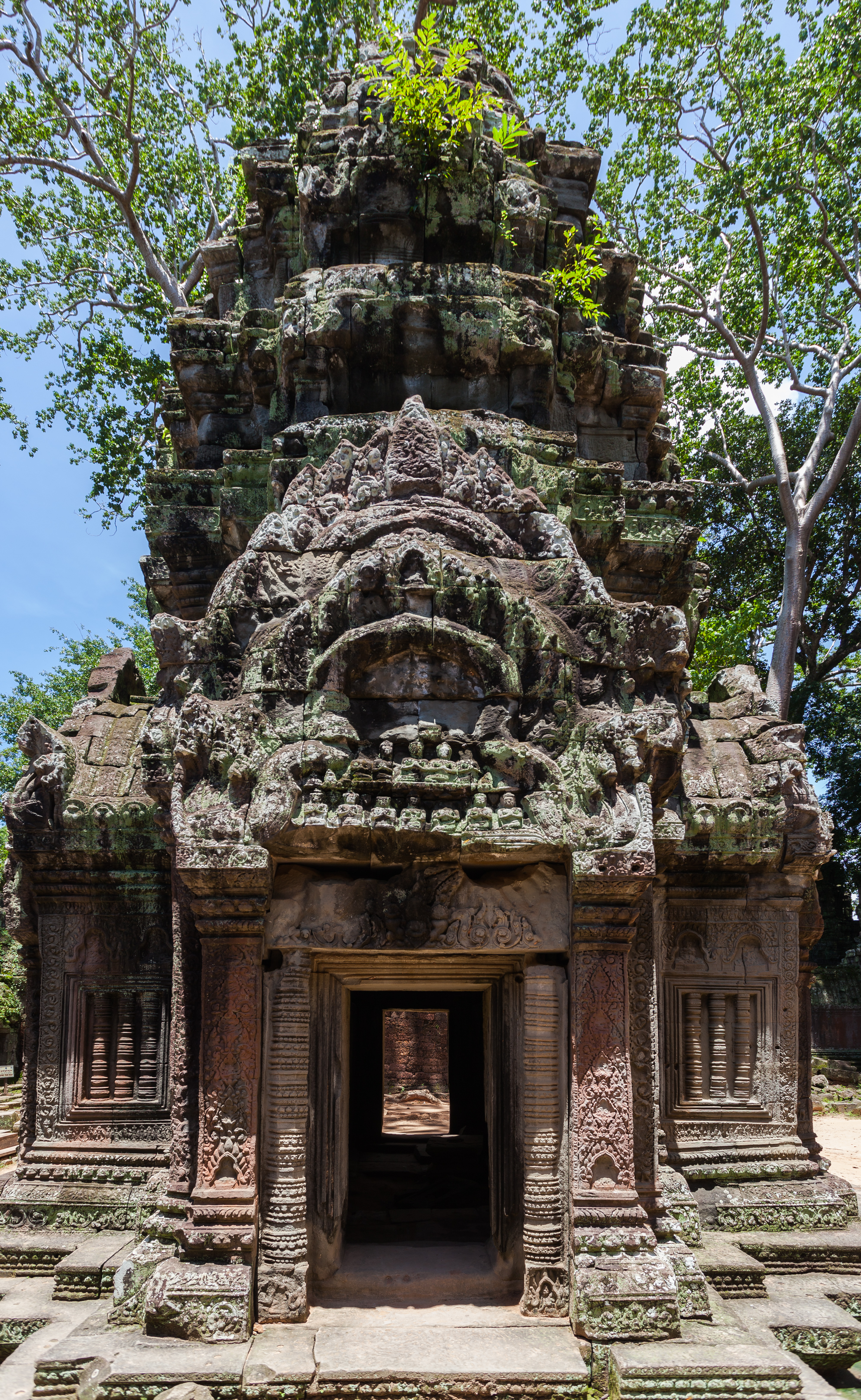
Templomrészlet – a fák összenőnek a templommal

A Ta Prohm mahájána buddhista templom-kolostor Angkorban, Kambodzsában, amely VII. Dzsajavarman király uralkodása alatt a 12-13. század fordulóján, Bajon stílusban épült, a nevezetes uralkodó édesanyja emlékére. Az épületegyüttes a Khmer Birodalom akkori fővárosától, Angkorthomtól egy kilométerre keletre fekszik, a keleti Baraj (víztározó) mellett. Ta Prohm az angkori templomegyüttes kedvelt látványossága, mert a régészek abban az állapotban hagyták, ahogyan Henri Mouhot és francia expedíciós társai az 1860-as évek legelején, az őserdő mélyén rátaláltak. A dzsungel közepén, a fák fogságában magányosan álló Ta Prohmot az örökkévalóság aurája lengi körül.

## Története
Ta Prohm – jelentése „Brahma isten ősatyja” – VII. Dzsajavarman király (1181-1219) kiterjedt építkezési programjának egyik első, 1186-ban emelt építménye. A templom eredeti neve Rádzsavihara, királyi templom volt; az istenkirály és családtagjai halhatatlansági kultuszát szolgálta. Az épület központi alakja (Prajnaparamita, a bölcsesség megtestesítője) a király édesanyja, de a család más tagjainak emléket állító szentélyek is találhatóak benne: a templom-kolostor harmadik udvarán álló két melléktemplom egyike (az északi) a király gurujának, a másik (déli) a király idősebbik bátyjának emlékét őrzi. Ta Prohm egészen a 13. század legvégéig, Szindravarman uralkodásáig (1295-1309) folyamatosan bővült, növekedett.
Ta Prohm – Angkorvat mellett – az angkori romegyüttes egyik legnagyobb építménye. Az épületek 650 000 négyzetméter területet foglalnak el. A falak között 18 magas rangú szerzetes, 2 740 adminisztratív feladatokat ellátó tisztviselő, és 2 202 őket szolgáló asszisztens élt. A templom személyzetéhez tartozott még 615 apszara – mennyei táncosnő. A kolostor lakóinak ellátásáról a környező falvakban élő közel 80 ezer ember gondoskodott. A Ta Prohm kolostor mesés vagyonnal (arany, gyöngy, drágakövek, értékes szövetek, selymek és használati tárgyak) rendelkezett és kiemelkedő jelentőségű közügyi és vallási központja volt a kora középkori Khmer Birodalomnak
A Khmer Királyság hanyatlásával a templom is több évszázadra feledésbe merült. Rekonstruálását a 20. század elején az Ecole Française d'Extrême-Orient (EFEO), régészei kezdték meg. 1992 óta a templom, mint Angor romjainak része világörökség.

## Az épület
A Ta Prohm kolostor „lapos” khmer templom: teljes rendszerét szimmetrikus passzázsokkal és öt koncentrikus folyosóval összekötött, földszintes épületek alkotják, amelyek keretbe foglalják a keleti tájolású központi szentélyt. Az épületegyüttes masszív, 5-6 méter magas kőkerítése egy 1000×650 méteres területet ölel körül. A négy világtáj felé álló falakat gopurák (díszes átjárók) törik meg, amelyek nagy részét benőtte az őserdő – mára csak a keleti és a nyugati átjárók használhatók. A gopurák (a Bajon- templom mintájára) „arcos tornyokkal” díszítettek. A kőkerítésen kívül, valamint a fal és a negyedik körfolyosó között külső és belső vizesárok húzódott. A kolostor belső bejáratán áthaladva galériák és szentélyek sora található. A falakon meseszép apszarák és dévaták lejtik mennyei táncukat, körülöttük a buddhista mitológia jelenetei láthatók többé-kevésbé a fák gyökereinek takarásában. Noha Ta Prohmot (a khmer templomépítészetre oly jellemzően) szimmetrikus alaprajz szerint építették, a mai látogató számára meglehetősen esetlegesnek tűnik az egyes építészeti elemek elhelyezkedése, mert sok passzázs és galéria teljesen járhatatlanná vált, boltozatuk rég beomlott, vagy életveszélyesen instabillá vált. A fák által fojtogatott épületek tiszta rendszere a falak között sétálva felismerhetetlen, sőt hatását tekintve labirintusszerű, így templom-kolostor központi szentélye szinte megbújik a terület közepén. A legjelentősebb melléképületek a Táncterem és a pompás Tűz háza.
A gigantikus méretű, sokszor 30-40 méter magasra növő, 8-10 méter kerületű banyan – indiai fügefák és az Indokína e vidékére jellemző kapok-fák összefüggő, itt-ott áthatolhatatlan hálóba fonják a templom kapuit, szentélyeit és galériáit. A fák és a kövek annyira összenőttek, hogy ha a fák kiszáradnak, vagy kivágják őket, az általuk körülölelt falak is összedőlnek.
Külön érdekesség, hogy a fügefák légzőgyökerei nem alulról, hanem felülről érkeznek, a törzs magasabb pontjairól ereszkednek le, körbefonják az épületet, majd tovább nyúlva elérik a talajt és behatolnak a földbe.

## Megjelenése populáris médiában
A Ta Prohm templom-kolostorban forgatták a Lara Croft: Tomb Raider című filmet. Bár a film a látványeffektek széles tárházát alkalmazza, és Angkor más-más templomaiban forgatott jeleneteket szabadon keveri, a forgatás fő helyszine Ta Prohm sejtelmes épületegyüttese volt.

## Pszeudo-archeológia
Egyes kutatók szerint a templom falán látható számos dombormű egyike Stegosaurust ábrázol vagyis olyan páncélos dinoszauruszfélét, amely a mai tudomány feltevése alapján sok millió évvel ezelőtt élt.

## Külső hivatkozások
- Angkor – Terebess Ázsia Lexikon
- Szlávnits László: Angkori levelek – Terebess Ázsia E-tár